# Club de Gimnasia y Esgrima La Plata
Club de Gimnasia y Esgrima La Plata, jednostavnije nazivan Gimnasia y Esgrima La Plata, je argentinsko športsko društvo iz grada La Plate, Buenos Aires, Campania koji je izvorno osnovan 1904. 
Osnovan 3. lipnja 1887. kao "Gimnastičko mačevalački klub". 
Danas je poznat po nogometnom odjelu. 

## Stadion
Njihov stadion se zove Juan Carlos Zerillo Stadion, također poznat kao "šumski stadion" (Estadio del Bosque). 
Nalazi se u gradskoj četvrti, barriu "El Mondongo" u gradu La Plata i može primiti 33.000 gledatelja. 
U njemu se nalaze i športski centar, dječji vrtić, osnovna i srednja škola te farme od 160 hektara, među ostalim sadržajima. 

## Nogometni klub danas
2008., klub igra u argentinskoj prvoj lizi, Primeri División.

## Predsjednici
| - Saturnino Perdriel (1887. – 1888.) - Domingo Etchevery (1888.) - José Antonio Lagos (1888. – 1889.) - Osvaldo Botet (1889.) - Dr. Adolfo Montier (1889. – 1891.) - Dr. Ricardo Aldao (1891.) - Dr. Alejandro Korn (1891. – 1894.) - Dr. Mariano Paunero (1894. – 1896.) - Dr. Teodoro Granel (1896.) - Norberto Casco (1896. – 1897.) - Cap. Miguel Gutiérrez (1897.) - Dr. Julio Julianez Islas (1897. – 1898.) - Juan M. González (1898. – 1900.) - Dr. Edelmiro Palacios (1900. – 1903.) - Cap. Miguel Gutiérrez (1903. – 1904.) - Dr. César Ameghino (1904. – 1905.) - Ricardo Guido Lavalle (1905. – 1906.) - Ing. Benjamín Sal (1906. – 1907.) - Dr. Horacio J. Araúz (1907. – 1909.) - Diego Arana (1909. – 1910.) - Dr. Edelmiro Palacios (1910. – 1913.) - Julio J. Paz (1913.) - Dr. Emiliano de La Puente (1913.) - Juan José Atenció (1913.) - Dr. Emiliano de La Puente (1913. – 1914.) - Telésforo B. Ubios’‘‘(1914.) - Dr. Emiliano de La Puente (1914. – 1915.) - Jacinto Augusto Castellanos (1915.) - Dr. Emiliano de La Puente (1915. – 1917.) - Guillermo O Reilly (1917. – 1919.) - Dr. Alejandro Oyuela (1919. – 1920.) - Dr. Horacio Casco (1920. – 1925.) - Dr. Augusto Lidiedal (1925. – 1927.) | - Dr. Alberto González(1927. – 1928.) - Dr. Adolfo Rivarola (1928. – 1929.) - Juan Carlos Zerillo (1929. – 1931.) - Juan T. Erbiti (1931. – 1932.) - Ing. Juan Ángel Marmonti (1932.) - Dr. Plácido Seara (1932. – 1934.) - Juan T. Erbiti (1934. – 1936.) - Osvaldo Cortelezzi (1936. – 1937.) - José Julián Saiñas (1937. – 1938.) - Ing. José Montalvo (1938. – 1942.) - Dr. Carlos C. Tejo (1942. – 1945.) - Dr. Plácido Seara (1945.) - Cap. Horacio Barandiarán (1945. – 1947.) - Dr. Gabriel Rodríguez (1947. – 1948.) - Dr. Carlos Insúa (1948. – 1955.) - Genaro Rucci (1955. – 1957.) - Dr. Laureano Durán (1957. – 1967.) - Dr. Pedro Osvaldo Enrique Soria (1967. – 1968.) - Oscar Emir Venturino (1968. – 1979.) - Cdr. Jorge Tittarelli (1979. – 1980.) - Tomás Sessa (1980.) - Norberto Coco Sánchez (1980. – 1983.) - Alejandro Breccia (1983.) - Mario Milazzo (1983. – 1983.) - Dr. Hugo Barros Schelotto (1983. – 1983.) - Héctor Atilio Delmar(1983. – 1989.) - Cdr. Roberto Vicente (1989. – 1992.) - Héctor Atilio Delmar (1992. – 1998.) - Cdr. Héctor Domínguez (1998. – 2004.) - Ing. Francisco Gliemmo (2004.) - Juan José Muñoz (2004. – 2007.) - Hugo Capdebarthe (2007.) - Walter Gisande (2007.- ) |

## Treneri
| - 1929. – 1930.: José Ripullone - 1931.: Rafael Lafuente - 1932. – 1934.: Emerico Hirschl - 1935.: Manuel Álvarez - 1936. – 1937.: Máximo Garay - 1937. – 1939.: Ángel Fernández Roca - 1939.: Modesto Crivaro - 1939.: Tito Rodríguez - 1939.: Modesto Crivaro - 1940. – 1941.: Emerico Hirschl - 1941.: Angel Fernández Roca - 1941.: Ignacio Lullich - 1942.: Evaristo Delovo - 1942. – 1943.: Pedro Chalu - 1943.: José María Minela - 1943.: José Laguna - 1944.: Jaime José Rotman - 1944.: Juan Feliciano Gayol - 1945.: Felipe Scarpone - 1945.: Natalio Molinari - 1945.: Nicolás Servidio - 1946.: Arturo Naón - 1946.: Ricardo Martín - 1947.: Roberto Sbarra - 1948.: Emerico Hirschl - 1948.: Manuel Ferreyra - 1949. – 1951.: Roberto Scarone - 1951.: Atilio Demaría - 1952.: Ramón M. Roldán - 1952.: Manuel Fidel (entrenador) y Rodolfo Perdernera (asesor técnico) - 1953.: Saúl Ongaro - 1954. – 1955.: Antonio De Mare - 1957.: Miguel Ubaldo Ignomiriello - 1957.: Roberto Aballay - 1957. – 1959.: Francisco Varallo - 1959.: Jorge Ormos - 1960.: Alberto Zozaya - 1961.: Carlos Aldabe - 1961. – 1962.: Enrique Fernández Viola - 1962.: Eliseo Prado - 1962.: Adolfo Pedernera - 1962.: Ricardo Roberto Infante - 1963.: Juan Carlos Corazzo - 1963.: Ricardo Roberto Infante - 1963. – 1964.: Ruben Bravo - 1964. – 1965.: Alejandro Galán (Jim Lopes) | - 1965.: Ricardo Roberto Infante - 1965.: Horacio Amable Torres - 1966.: Enrique Fernández Viola - 1967.: Argentino Geronazzo - 1967.: Héctor Antonio - 1967.: Enrique Fernández Viola - 1967. – 1968.: Manuel Miranda - 1968. – 1971.: José Varacka - 1971.: Manuel Miranda - 1971. – 1972.: Juan Carlos Murua - 1972.: Manuel Miranda - 1972.: Oscar Montes - 1972.: Roberto Gonzalo - 1973.: José Varacka - 1974.: Martín Rosales - 1974.: José Varacka - 1974.: Subcomisión de Fútbol - 1974.: Diego Francisco Bayo - 1974.: José Varacka - 1974. – 1975.: Juan Elugio Urrolabeitia - 1975.: Julio Novarini - 1975.: Diego Francisco Bayo - 1975.: Héctor Salvá - 1976.: Rogelio Dominguez - 1976. – 1977.: Julio Novarini - 1977.: José Santiago - 1977.: Antonio Ubaldo Rattín - 1977. – 1978.: Antonio Rosl - 1978. – 1979.: José Varacka - 1979.: José Bernabé Leonardi - 1979.: Antonio Ubaldo Rattín - 1980.: Roberto Iturrieta - 1980.: José Santiago - 1980.: Federico Pizarro - 1981.: Eduardo Janín (19) | - 1981.: Higinio Restelli (12) - 1981. – 1983.: Carlos Della Savia - 1983.: Subcomisión de Futbol (1 partido) - 1983.: Victorio Nicolás Cocco (12) - 1983.: Subcomisión de Fútbol (1 partido) - 1983.: Antonio Rosl (25) - 1984. – 1985.: Nito Veiga (57) - 1985.: Carmelo Faraone (3) - 1985.: Rubén Bedogni (interino, 1 partido) - 1985. – 1987.: Luis Garisto Pan (70) - 1987.: Eduardo Solari (19) - 1988.: Ricardo Néstor Rezza (21) - 1988. – 1989.: Luis Garisto Pan (38) - 1989.: Roberto Di Placido (interino, 6) - 1989. – 1990.: José Ramos Delgado (31) - 1990.: Osvaldo Gutiérrez (7) - 1990. – 1991.: Oscar López - Oscar Cavallero (7) - 1990. – 1991.: Alberto Fanesi (23) - 1991. – 1992.: Gregorio Pérez (67) - 1992.: Gustavo del Favero (1) - 1992.: Rubén Gelves (interino, 1 partido) - 1992. – 1993.: Carlos Ramacciotti - Edgardo Sbrissa (43) - 1994.: Roberto Perfumo (32) - 1994. – 1999.: Carlos Timoteo Griguol (182) - 1999. – 2000.: Gregorio Elso Pérez Perdigón (38) - 2000.: Rubén Gelves (interino, 1 partido) - 2000. – 2001.: Carlos Timoteo Griguol (57) - 2002. – 2003.: Carlos Ramacciotti (38) - 2003.: Roberto Carlos Mario Gómez (9, Julio 1 - Octubre 6,2003) - 2003.: Luis Horacio Agostinelli (interino, 1 susret, 11. listopada 2003.) - 2003. – 2004.: Carlos Timoteo Griguol (29, 13. listopada 2003. – 27. lipnja 2004.) - 2004. – 2005.: Carlos Ischia (24, Agosto 15, 2004 - 123. ožujka 2005.) - 2005.: Ricardo Kuzemka (interino, 1 susret, 20. ožujka 2005.) - 2005. – 2007.: Pedro Troglio (77, 26. ožujka 2005. - Marzo 25, 2007.:) - 2007.: Víctor Daniel Bernay (1) - 2007.: Ricardo Daniel Kuzemka (2) - 2007.: Francisco Maturana (13) - 2007.: Julio César Falcioni (15) - 2008.: Guillermo Sanguinetti (28) - 2008.- Leonardo Madelón - Pablo César Fernández - Diego Cocca |

## Poznati igrači

### Hrvati u Gimnasiji y Esgrimi
(popis nepotpun)
José Marinovich (1962.), 